# イリノイ州会議事堂
イリノイ州会議事堂（イリノイしゅうかいぎじどう、Illinois State Capitol）は、アメリカ合衆国イリノイ州の州都スプリングフィールドに立地する同州議会の議事堂。イリノイ州議会の上下両院の議場のほか、州知事室が置かれている。現在建っているフレンチ・ルネサンス様式の庁舎は、1868年にシカゴの建築事務所が設計し、450万ドル（当時）を投じて20年後の1888年に完成したもので、1818年にイリノイが州に昇格してから6代目のものである。1985年には、イリノイ州会議事堂は国家歴史登録財に登録された。

## 庁舎概要

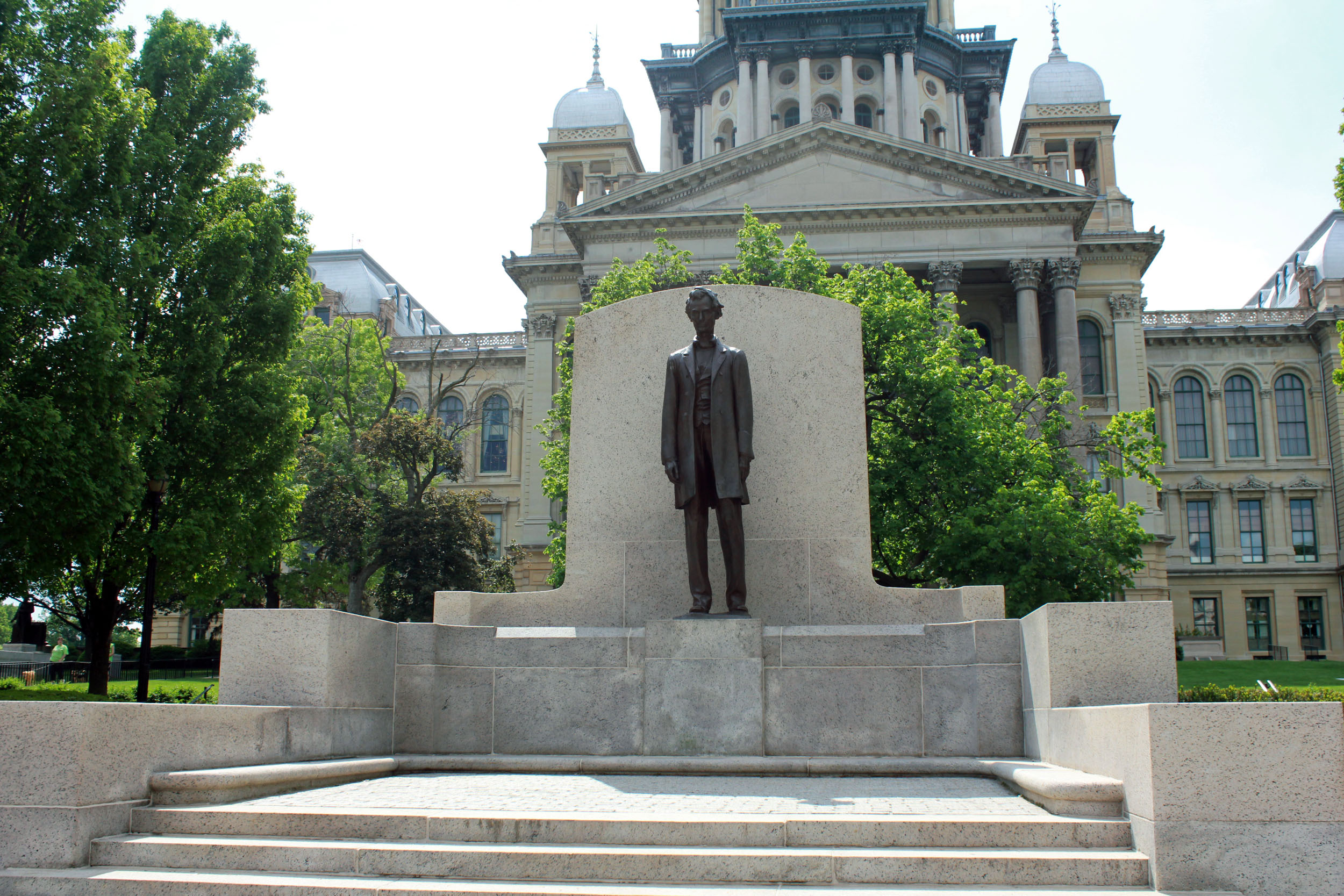
庁舎の正面玄関前に立つエイブラハム・リンカーンの像

イリノイ州会議事堂はドームの上まで高さ110.0mで、ワシントンD.C.の連邦議会議事堂（高さ87.8m）よりも高く、超高層ビル型の庁舎を除くと最も高い州会議事堂庁舎である。超高層ビル型の庁舎を含めても、イリノイ州会議事堂よりも高いのはルイジアナ州会議事堂（高さ140.2m）およびネブラスカ州会議事堂（高さ121.2m）の2つだけで、フロリダ州会議事堂（高さ105.2m）やノースダコタ州会議事堂（高さ73.8m）をしのいでいる。スプリングフィールド市当局は法令で、イリノイ州会議事堂よりも高い建物の建設を禁じており、従ってイリノイ州会議事堂が市で最も高い建物となっている。スプリングフィールドで最も高い超高層ビルは30階建て、高さ107.3mのスプリングフィールド・ヒルトンであるが、イリノイ州会議事堂はこのホテルよりも2.7m高い。イリノイ州会議事堂は上から見るとラテン十字形をしており、南北は115.5m、東西は81.7mである。建材には州内のジョリエットおよびレモントで採石されたライムストーンが用いられている。イリノイ州会議事堂の敷地は9エーカー（36,400m2）である。
| イリノイ州議会の本会議場（左: 上院, 右: 下院） |  | イリノイ州議会の本会議場（左: 上院, 右: 下院） |
| イリノイ州議会の本会議場（左: 上院, 右: 下院） |  |                                                |

南北のウィングは6階建てになっている一方、中央部はドームとその下のロタンダのために4階建てにとどまっている。1階のロタンダの中央には、「イリノイへようこそ」を意味する、腕を広げた女性の彫刻が立っている。2階には州知事室および州務長官室が置かれている。3階には南ウィングに州下院、北ウィングに州上院の本会議場がそれぞれ置かれている。南北両ウィングの5階および6階には州政府の立法機関職員の事務室が置かれている。

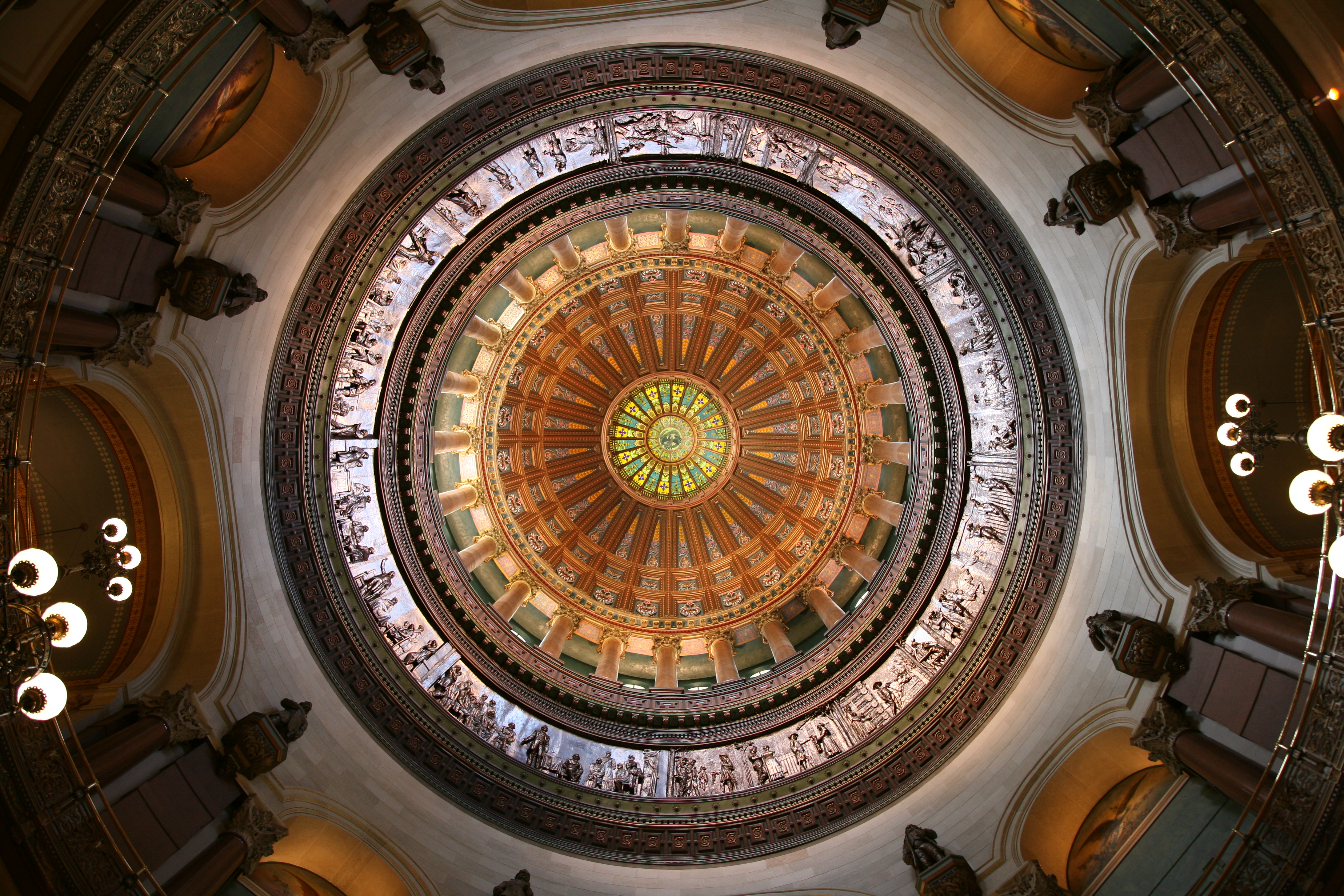
ドームの内側

ドームは直径28.2mで、亜鉛でめっきされ、腐食することなく銀白色に輝いている。ドームの上には航空障害灯が設置されている。ドームの内側には漆喰の塗られたフリーズにイリノイ州の歴史を表す壁画が青銅を模した色で描かれている。ドーム内側の上部は、イリノイ州章の描かれたオクルスも含めて、ステンドグラスで装飾されている。
この庁舎が建設された当時、ロタンダには将来的なエレベーター設置のためにエレベーターシャフトが設置された。1887年には水力で稼働するエレベーターが設置されたが、州会議事堂のような建物には不釣り合いな、不十分なものであると、地元新聞社からは揶揄されていた。電動のエレベーターがいつ設置されたかは判っていないが、1939年には、州議会が州会議事堂の電動エレベーター4基の修理費として30,000ドルを計上した記録が残っている。

## 歴史

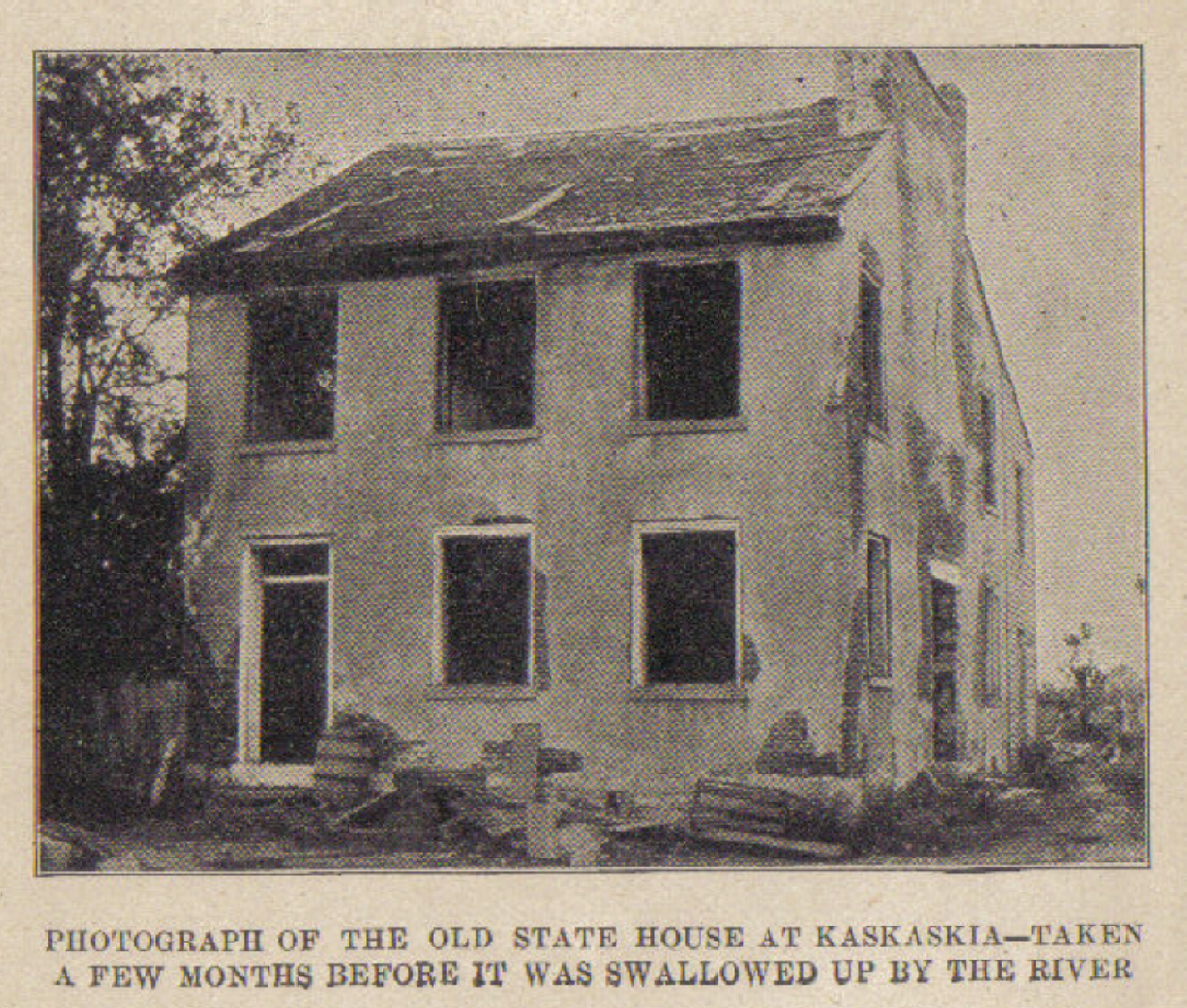
カスカスキアにあった最初の州会議事堂

現在スプリングフィールドに建っている庁舎は、イリノイ州会議事堂としては6代目のものになる。最初の州会議事堂は、1709年にフランス人入植者によって建設され、1809年にイリノイ準州が創設されるとその準州都に、そして1818年にイリノイが州に昇格するとそのまま最初の州都になった、ミシシッピ河畔の街カスカスキアに置かれた。州は2階建てのこの簡素な建物を、1日4ドルで借りて州会議事堂とした。
しかし、カスカスキアは常にミシシッピ川の洪水の脅威にさらされていたため、1820年には90マイル（145km）北東、カスカスキア河畔に新たに建設されたバンダリアに2代目の州会議事堂を建設し、その完成と同時に州都が移された。しかし、2代目の庁舎は1823年12月に焼失し、翌1824年夏に15,000ドルの費用を投じて3代目の庁舎が急遽建設された。

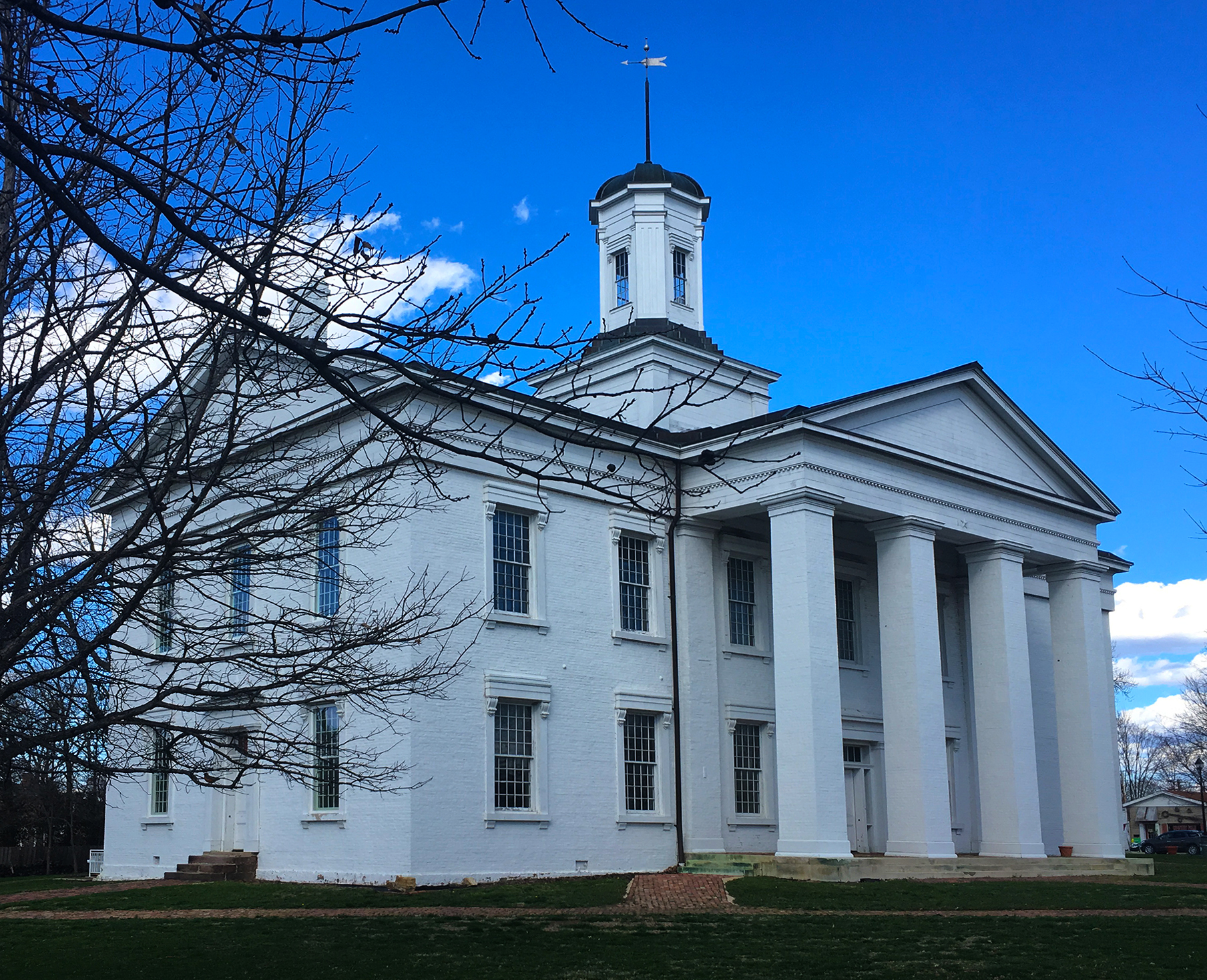
バンダリアの旧イリノイ州会議事堂（4代目）

やがて州都を州の地理重心近くに移す機運が高まり、1833年に新しい州都を決める州全土での住民投票が行われた。この住民投票では、バンダリアを引き続き州都とする案の他、オールトン、ジャクソンビル、スプリングフィールド、ピオリアといった街や、州の実際の地理重心が遷都候補地として挙がった。この結果、最も多くの票を得たのはオールトンであったが、州当局は、結果が僅差であるとして、この投票結果を無視した。1836年、後に第16代大統領となる若き弁護士エイブラハム・リンカーンは、同僚と共にスプリングフィールドへの遷都を擁護した。これに対し同年夏、バンダリアでは州都をこの地に留めるため、16,000ドルを投じて、3代目の庁舎を取り壊し、4代目となる庁舎に建て替えた。しかし、この建て替えは徒労に終わり、翌1837年2月25日、州議会はスプリングフィールドへの遷都案を可決した。この4代目の庁舎は、1974年に国家歴史登録財に登録された

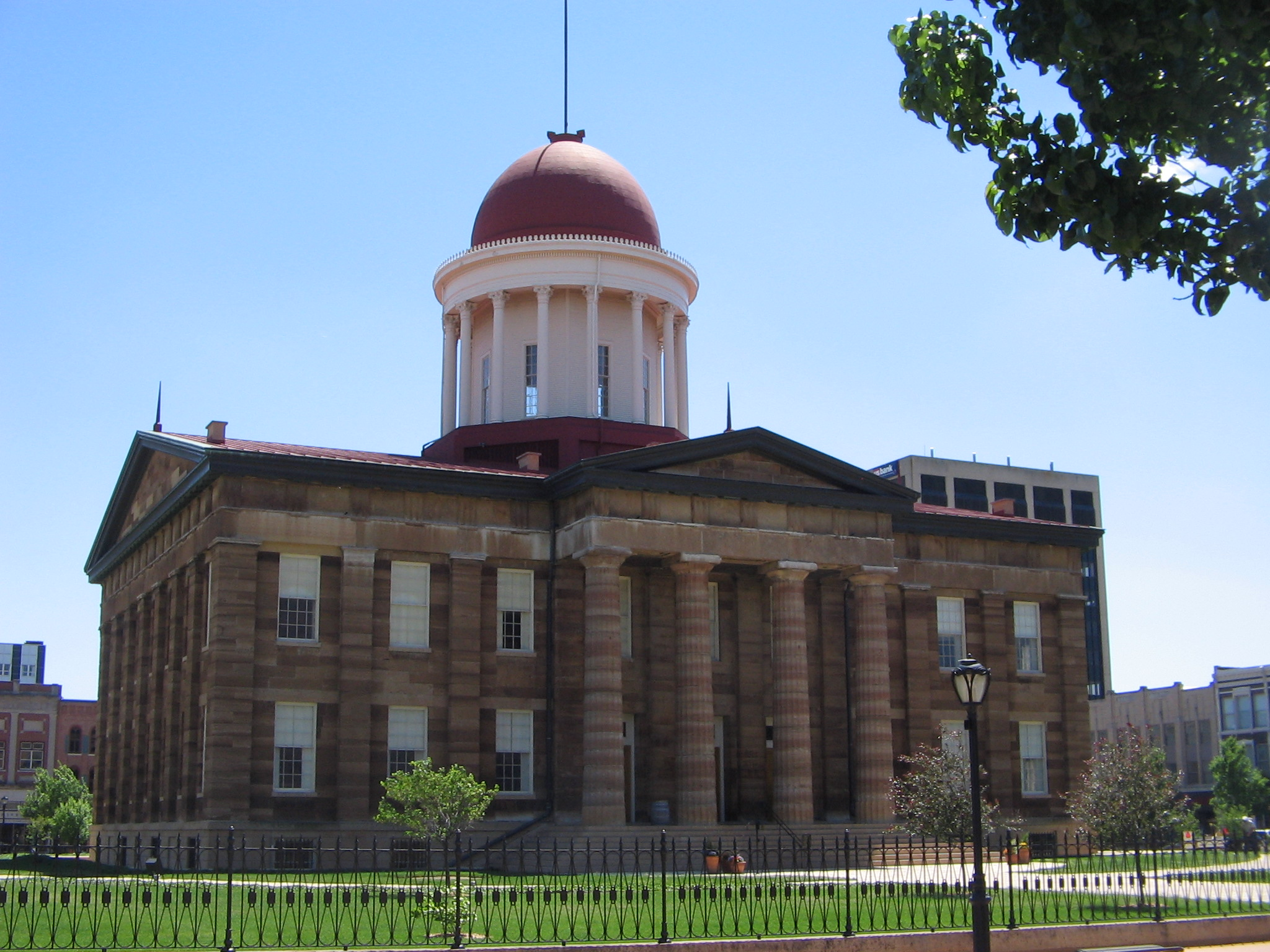
スプリングフィールドの旧イリノイ州会議事堂（5代目）

1837年7月4日、5代目となる庁舎の最初のレンガが置かれた。この庁舎はアイオワ準州会議事堂の設計も手掛けたジョン・F・レーグによって設計されたものであった。このギリシアリバイバル様式の庁舎は、従来の20倍近い260,000ドルを費やして、1853年に完成した。
この5代目の庁舎はエイブラハム・リンカーンと密接に関わることになった。リンカーンはここで、州最高裁で戦い、州議会議員を務め、スティーブン・ダグラスと最初の討論をし、「分裂せる家」演説を行った。暗殺された後、1865年5月4日に、リンカーンの棺はこの庁舎に運び込まれ、一般弔問客の前にしばし安置された。

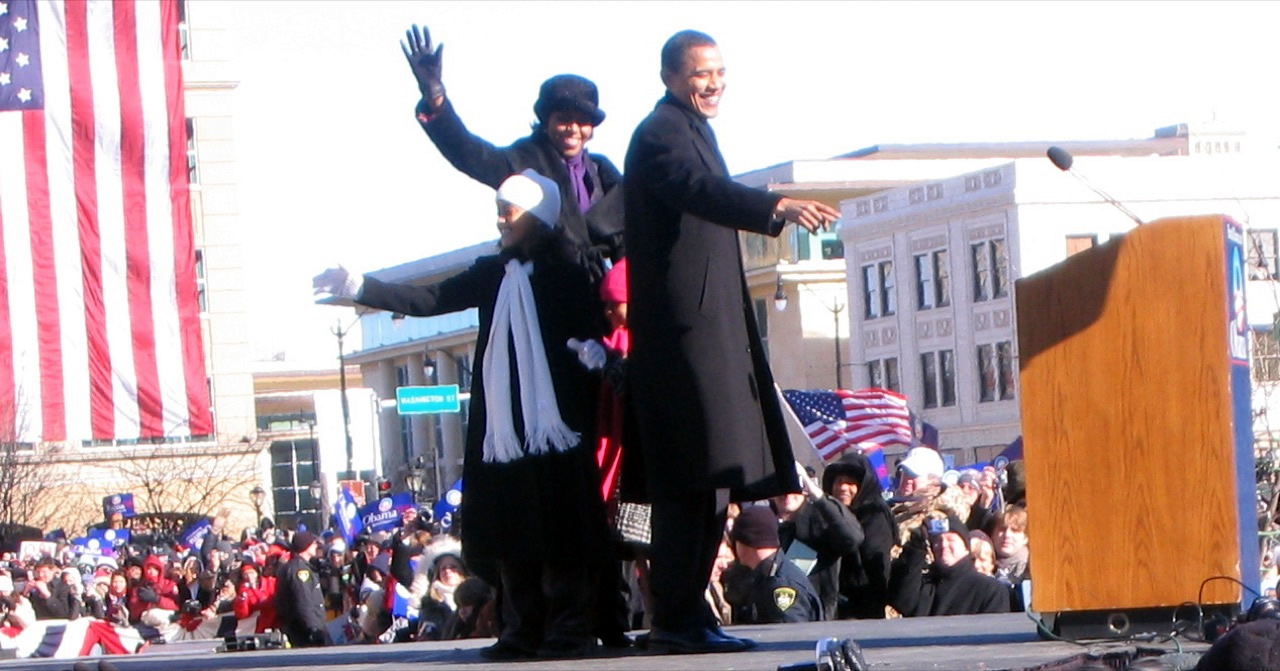
旧イリノイ州会議事堂（5代目）の前で立候補表明をするバラク・オバマとその家族

イリノイ州の発展と人口増加に伴って、また南北戦争後の人口の流入もあり、この5代目の庁舎は次第に手狭になっていった。1867年2月24日、州はより大きい、新しい議事堂の建設を可決した。翌1868年に6代目となる、現在のイリノイ州会議事堂が着工した後、州はこの5代目の庁舎を200,000ドルでサンガモン郡に売却し、建設費用を回収した。この庁舎はその後、1961年に州が買い戻し、歴史的建造物として修復するまで、サンガモン郡庁舎として使われた。5代目の庁舎は1966年に国家歴史登録財に登録された。2007年には、後に第44代大統領となるバラク・オバマが、この庁舎の前で立候補を表明した。

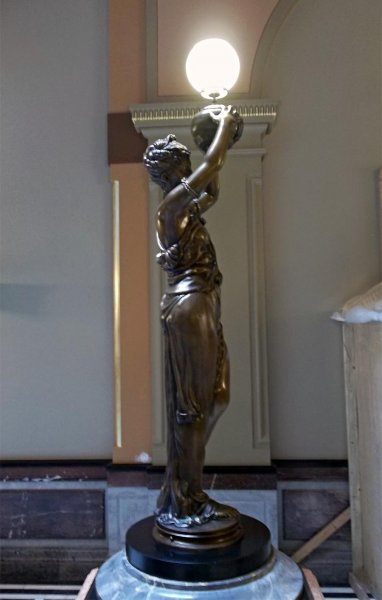
2011年から行われた改修の一環として、西ウィングの大階段に設置された「海の乙女」像の照明

現在の庁舎は2011-13年にかけて、主に西ウィングにおいて、安全面の強化、障害を持つアメリカ人法への準拠、機械・電気・配管のインフラの改善、および1870年代当初の姿を取り戻す建築上の改善のために、5,000万ドルを投じて改修が行われた。この改修による主な改善点としては、内装、地下1階のレンガ造のアーチ、シャンデリア、および銅めっきされた外扉の新調、大階段への「海の乙女」像の照明の設置、および中2階の撤去が挙げられる。中でも目玉となったのは、1870年代、当初は設置される予定だったものの、きわどいとして州議会に却下された「海の乙女」像の照明の設置であった。この照明は、この庁舎を設計したアルフレッド・ピケナードが手がていたもう1つの州会議事堂であった、アイオワ州デモインのアイオワ州会議事堂に代わりに設置された（アイオワ州では特に反対は無かった）。この改修においては、アイオワ州会議事堂に設置されているもののレプリカを、イリノイ州会議事堂に設置した。